# Torneo de Roland Garros 2023
El Torneo de Roland Garros 2023, conocido también como Abierto de Francia de 2023, fue un torneo de tenis de Grand Slam jugado en canchas de tierra batida al aire libre. Se llevó a cabo en el Stade Roland Garros de París, Francia, del 28 de mayo al 11 de junio del 2023 y consto de individuales, dobles y dobles mixtos con las preliminares que se jugaron desde el 21 al 27 de mayo. También estuvieron programados torneos juveniles y en silla de ruedas.
Fue la 122ª edición del Abierto de Francia y el segundo evento de Grand Slam del 2023. Los cuadros principales de individuales incluyeron 16 clasificados para hombres y 16 para mujeres de 128 jugadores en cada sorteo.
El torneo contó con la presencia de la campeona defensora Iga Świątek en individuales femeninos, solo Świątek defenderá la corona, ya que Nadal anuncio el 18 de mayo del 2023, que no estará en el torneo de tierra batida defendiendo el trofeo logrado la temporada pasada, debido a que no había mejorado de la lesión en el psoas de la pierna izquierda y que la temporada 2024, será su última temporada en activo. Por primera vez desde 2004 no contará con la participación del tenista español Rafael Nadal, que ostenta el máximo número de triunfos con 14 campeonatos.

## Novedades y homenaje
Antes el torneo no contaba con sesiones nocturnas, tras la instalación del Techo retráctil en el 2020, pues comenzaban con horarios que chocaban con algunas resistencias, por el cual para el torneo del 2023, los partidos de las sesiones nocturnas se adelantarán media hora para que no finalicen en horarios tardíos para el público y para los propios jugadores, eso si con una serie de espectáculos para el aficionado, con el agregado que contó con el homenaje que brindó la organización al extenista Yannick Noah, por haber ganado la edición de 1983 en el aniversario 40.

## Puntos y premios

### Distribución de puntos

#### Séniors
| Eventos              | G    | F    | SF  | CF  | R16 | R32 | R64 | R128 | C  | C3 | C2 | C1 |
| Individual masculino | 2000 | 1200 | 720 | 360 | 180 | 90  | 45  | 10   | 25 | 16 | 8  | 0  |
| Dobles masculino     | 2000 | 1200 | 720 | 360 | 180 | 90  | 0   | —    | —  | —  | —  | —  |
| Individual femenino  | 2000 | 1300 | 780 | 430 | 240 | 130 | 70  | 10   | 40 | 30 | 20 | 2  |
| Dobles femenino      | 2000 | 1300 | 780 | 430 | 240 | 130 | 10  | —    | —  | —  | —  | —  |

| Evento           | G   | F   | SF/3.ª | CF/4.ª |
| Individual       | 800 | 500 | 375    | 100    |
| Dobles           | 800 | 500 | 100    | —      |
| Quad* Individual | 800 | 500 | 100    | —      |
| Quad* Dobles     | 800 | 100 | —      | —      |

| Evento               | G    | F   | SF  | CF  | R16 | R32 | C  | C3 |
| Individual masculino | 1000 | 600 | 370 | 200 | 100 | 45  | 30 | 20 |
| Individual femenino  | 1000 | 600 | 370 | 200 | 100 | 45  | 30 | 20 |
| Dobles masculino     | 750  | 450 | 275 | 150 | 75  | —   | —  | —  |
| Dobles femenino      | 750  | 450 | 275 | 150 | 75  | —   | —  | —  |

### Premios monetarios
| Evento                          | G           | F           | SF        | CF        | R16       | R32       | R64      | R128     | C3       | C2       | C1       |
| Individuales                    | 2 300 000 € | 1 150 000 € | 630 000 € | 400 000 € | 240 000 € | 142 000 € | 97 000 € | 69 000 € | 34 000 € | 22 000 € | 16 000 € |
| Dobles                          | 590 000 €   | 295 000 €   | 148 000 € | 80 000 €  | 43 000 €  | 27 000 €  | 17 000 € | —        | —        | —        | —        |
| Individuales en silla de ruedas | 60 000 €    | 30 000 €    | 18 000 €  | 11 000 €  | 8 000 €   | —         | —        | —        | —        | —        | —        |
| Dobles en silla de ruedas       | —           | —           | —         | —         | —         | —         | —        | —        | —        | —        | —        |

## Resumen

### Día 1 (28 de mayo)
- Cabezas de serie eliminados:
  - Individual masculino:  Daniel Evans [20],  Ben Shelton [30]
  - Individual femenino:  María Sákkari [8],  Magda Linette [21],  Shuai Zhang [29]
- Orden de juego

| Partidos en los estadios principales                 | Partidos en los estadios principales     | Partidos en los estadios principales     | Partidos en los estadios principales     |
| Partidos en el Estadio Philippe Chatrier             | Partidos en el Estadio Philippe Chatrier | Partidos en el Estadio Philippe Chatrier | Partidos en el Estadio Philippe Chatrier |
| Evento                                               | Ganador                                  | Perdedor                                 | Resultado                                |
| ---------------------------------------------------- | ---------------------------------------- | ---------------------------------------- | ---------------------------------------- |
| Individual femenino - Primera ronda                  | Aryna Sabalenka [2]                      | Marta Kostyuk                            | 6-3, 6-2                                 |
| Individual masculino - Primera ronda                 | Stefanos Tsitsipas [5]                   | Jiří Veselý [PR]                         | 7-5, 6-3, 4-6, 7-6(9-7)                  |
| Individual femenino - Primera ronda                  | Camila Giorgi                            | Alizé Cornet                             | 6-3, 6-4                                 |
| Individual masculino - Primera ronda                 | Ugo Humbert                              | Adrian Mannarino                         | 6-3, 6-3, 6-1                            |
| Partidos en el Estadio Suzanne Lenglen               |                                          |                                          |                                          |
| Evento                                               | Ganador                                  | Perdedor                                 | Resultado                                |
| Individual masculino - Primera ronda                 | Karen Khachanov [11]                     | Constant Lestienne                       | 3-6, 1-6, 6-2, 6-1, 6-3                  |
| Individual femenino - Primera ronda                  | Karolína Muchová                         | María Sákkari [8]                        | 7-6(7-5), 7-5                            |
| Individual masculino - Primera ronda                 | Andrey Rublev [7]                        | Laslo Djere                              | 6-1, 3-6, 6-3, 6-4                       |
| Individual femenino - Primera ronda                  | Jessica Pegula [3]                       | Danielle Collins                         | 6-4, 6-2                                 |
| Partidos en el Estadio Simonne Mathieu               |                                          |                                          |                                          |
| Evento                                               | Ganador                                  | Perdedor                                 | Resultado                                |
| Individual masculino - Primera ronda                 | Hubert Hurkacz [13]                      | David Goffin                             | 6-3, 5-7, 6-4, 2-6, 6-4                  |
| Individual femenino - Primera ronda                  | Leylah Fernandez                         | Magda Linette [21]                       | 6-3, 1-6, 6-3                            |
| Individual masculino - Primera ronda                 | Corentin Moutet                          | Arthur Cazaux [WC]                       | 6-1, 6-3, 4-6, 6-4                       |
| Individual femenino - Primera ronda                  | Daria Kasátkina [9]                      | Jule Niemeier                            | 6-3, 6-4                                 |
| Fondo de color indica un partido de la rama femenina |                                          |                                          |                                          |

### Día 2 (29 de mayo)
- Cabezas de serie eliminados:
  - Individual masculino:  Félix Auger-Aliassime [10],  Jan-Lennard Struff [21],  Botic van de Zandschulp [25],  Bernabé Zapata [32]
  - Individual femenino:  Petra Kvitová [10],  Veronika Kudermetova [11],  Belinda Bencic [12],  Karolína Plíšková [16],  Martina Trevisan [20]
- Orden de juego

| Partidos en los estadios principales                 | Partidos en los estadios principales     | Partidos en los estadios principales     | Partidos en los estadios principales     |
| Partidos en el Estadio Philippe Chatrier             | Partidos en el Estadio Philippe Chatrier | Partidos en el Estadio Philippe Chatrier | Partidos en el Estadio Philippe Chatrier |
| Evento                                               | Ganador                                  | Perdedor                                 | Resultado                                |
| ---------------------------------------------------- | ---------------------------------------- | ---------------------------------------- | ---------------------------------------- |
| Individual femenino - Primera ronda                  | Sloane Stephens                          | Karolína Plíšková [16]                   | 6-0, 6-4                                 |
| Individual masculino - Primera ronda                 | Novak Djokovic [3]                       | Aleksandar Kovacevic                     | 6-3, 6-2, 7-6(7-1)                       |
| Individual femenino - Primera ronda                  | Caroline Garcia [5]                      | Xiyu Wang                                | 7-6(7-4), 4-6, 6-4                       |
| Individual masculino - Primera ronda                 | Jannik Sinner [8]                        | Alexandre Müller                         | 6-1, 6-4, 6-1                            |
| Partidos en el Estadio Suzanne Lenglen               |                                          |                                          |                                          |
| Evento                                               | Ganador                                  | Perdedor                                 | Resultado                                |
| Individual masculino - Primera ronda                 | Cameron Norrie [14]                      | Benoît Paire [WC]                        | 7-5, 4-6, 3-6, 6-1, 6-4                  |
| Individual femenino - Primera ronda                  | Elina Avanesyan [LL]                     | Belinda Bencic [12]                      | 6-3, 2-6, 6-4                            |
| Individual masculino - Primera ronda                 | Carlos Alcaraz [1]                       | Flavio Cobolli [Q]                       | 6-0, 6-2, 7-5                            |
| Individual femenino - Primera ronda                  | Elisabetta Cocciaretto                   | Petra Kvitová [10]                       | 6-3, 6-4                                 |
| Partidos en el Estadio Simonne Mathieu               |                                          |                                          |                                          |
| Evento                                               | Ganador                                  | Perdedor                                 | Resultado                                |
| Individual femenino - Primera ronda                  | Kayla Day [Q]                            | Kristina Mladenovic [WC]                 | 7-5, 6-1                                 |
| Individual masculino - Primera ronda                 | Fabio Fognini                            | Félix Auger-Aliassime [10]               | 6-4, 6-4, 6-3                            |
| Individual femenino - Primera ronda                  | Elina Svitolina [PR]                     | Martina Trevisan [20]                    | 6-2, 6-2                                 |
| Individual masculino - Primera ronda                 | Alejandro Davidovich [29]                | Arthur Fils [WC]                         | 6-1, 4-6, 6-3, 6-3                       |
| Fondo de color indica un partido de la rama femenina |                                          |                                          |                                          |

### Día 3 (30 de mayo)
- Cabezas de serie eliminados:
  - Individual masculino:  Daniil Medvédev [2],  Miomir Kecmanović [31]
  - Individual femenino:  Barbora Krejčíková [13],  Victoria Azarenka [18],  Anhelina Kalínina [25],  Sorana Cîrstea [30],  Marie Bouzková [31],  Shelby Rogers [32]
  - Dobles masculino:  Nikola Mektić /  Mate Pavić [8],  Rinky Hijikata /  Jason Kubler [15]
- Orden de juego

| Partidos en los estadios principales                 | Partidos en los estadios principales     | Partidos en los estadios principales     | Partidos en los estadios principales     |
| Partidos en el Estadio Philippe Chatrier             | Partidos en el Estadio Philippe Chatrier | Partidos en el Estadio Philippe Chatrier | Partidos en el Estadio Philippe Chatrier |
| Evento                                               | Ganador                                  | Perdedor                                 | Resultado                                |
| ---------------------------------------------------- | ---------------------------------------- | ---------------------------------------- | ---------------------------------------- |
| Individual femenino - Primera ronda                  | Ons Jabeur [5]                           | Lucia Bronzetti                          | 6-4, 6-1                                 |
| Individual masculino - Primera ronda                 | Thiago Seyboth Wild [Q]                  | Daniil Medvédev [2]                      | 7-6(7-5), 6-7(6-8), 2-6, 6-3, 6-4        |
| Individual femenino - Primera ronda                  | Iga Świątek [1]                          | Cristina Bucșa                           | 6-4, 6-0                                 |
| Individual masculino - Primera ronda                 | Gaël Monfils [PR]                        | Sebastián Báez                           | 3-6, 6-3, 7-5, 1-6, 7-5                  |
| Partidos en el Estadio Suzanne Lenglen               |                                          |                                          |                                          |
| Evento                                               | Ganador                                  | Perdedor                                 | Resultado                                |
| Individual masculino - Primera ronda                 | Casper Ruud [4]                          | Elias Ymer [Q]                           | 6-4, 6-3, 6-2                            |
| Individual femenino - Primera ronda                  | Cori Gauff [6]                           | Rebeka Masarova                          | 3-6, 6-1, 6-2                            |
| Individual femenino - Primera ronda                  | Elena Rybakina [4]                       | Brenda Fruhvirtová [Q]                   | 6-4, 6-2                                 |
| Individual masculino - Primera ronda                 | Arthur Rinderknech                       | Richard Gasquet                          | 6-4, 2-6, 6-2, 7-6(7-4)                  |
| Partidos en el Estadio Simonne Mathieu               |                                          |                                          |                                          |
| Evento                                               | Ganador                                  | Perdedor                                 | Resultado                                |
| Individual femenino - Primera ronda                  | Diane Parry [WC]                         | Anhelina Kalínina [25]                   | 6-2, 6-3                                 |
| Individual masculino - Primera ronda                 | Alexander Zverev [22]                    | Lloyd Harris [PR]                        | 7-6(8-6), 7-6(7-0), 6-1                  |
| Individual masculino - Primera ronda                 | Holger Rune [6]                          | Christopher Eubanks                      | 6-4, 3-6, 7-6(7-2), 6-2                  |
| Individual femenino - Primera ronda                  | Bianca Andreescu                         | Victoria Azarenka [18]                   | 2-6, 6-3, 6-4                            |
| Fondo de color indica un partido de la rama femenina |                                          |                                          |                                          |

### Día 4 (31 de mayo)
- Cabezas de serie eliminados:
  - Individual masculino:  Roberto Bautista [19],  Sebastian Korda [24]
  - Individual femenino:  Caroline Garcia [5],  Liudmila Samsonova [15],  Jeļena Ostapenko [17],  Qinwen Zheng [19]
  - Dobles masculino:  Rohan Bopanna /  Matthew Ebden [6],  Nathaniel Lammons /  Jackson Withrow [16]
  - Dobles femenino:  Barbora Krejčíková /  Kateřina Siniaková [1]
  - Dobles mixto:  Demi Schuurs /  Jean-Julien Rojer [4]
- Orden de juego

| Partidos en los estadios principales                 | Partidos en los estadios principales     | Partidos en los estadios principales     | Partidos en los estadios principales     |
| Partidos en el Estadio Philippe Chatrier             | Partidos en el Estadio Philippe Chatrier | Partidos en el Estadio Philippe Chatrier | Partidos en el Estadio Philippe Chatrier |
| Evento                                               | Ganador                                  | Perdedor                                 | Resultado                                |
| ---------------------------------------------------- | ---------------------------------------- | ---------------------------------------- | ---------------------------------------- |
| Individual femenino - Segunda ronda                  | Jessica Pegula [3]                       | Camila Giorgi                            | 6-2, ret.                                |
| Individual femenino - Segunda ronda                  | Anna Blinkova                            | Caroline Garcia [5]                      | 4-6, 6-3, 7-5                            |
| Individual masculino - Segunda ronda                 | Carlos Alcaraz [1]                       | Taro Daniel                              | 6-1, 3-6, 6-1, 6-2                       |
| Individual masculino - Segunda ronda                 | Novak Djokovic [3]                       | Márton Fucsovics                         | 7-6(7-2), 6-0, 6-3                       |
| Partidos en el Estadio Suzanne Lenglen               |                                          |                                          |                                          |
| Evento                                               | Ganador                                  | Perdedor                                 | Resultado                                |
| Individual masculino - Segunda ronda                 | Stefanos Tsitsipas [5]                   | Roberto Carballés                        | 6-3, 7-6(7-4), 6-2                       |
| Individual femenino - Segunda ronda                  | Daria Kasatkina [9]                      | Markéta Vondroušová                      | 6-3, 6-4                                 |
| Individual femenino - Segunda ronda                  | Aryna Sabalenka [2]                      | Iryna Shymanovich [Q]                    | 7-5, 6-2                                 |
| Individual masculino - Segunda ronda                 | Cameron Norrie [14]                      | Lucas Pouille [Q]                        | 6-1, 6-3, 6-3                            |
| Partidos en el Estadio Simonne Mathieu               |                                          |                                          |                                          |
| Evento                                               | Ganador                                  | Perdedor                                 | Resultado                                |
| Individual femenino - Segunda ronda                  | Elina Svitolina [PR]                     | Storm Hunter [Q]                         | 2-6, 6-3, 6-1                            |
| Individual masculino - Segunda ronda                 | Thanasi Kokkinakis [WC]                  | Stan Wawrinka                            | 3-6, 7-5, 6-3, 6-7(4-7), 6-3             |
| Individual masculino - Segunda ronda                 | Andrey Rublev [7]                        | Corentin Moutet                          | 6-4, 6-2, 3-6, 6-3                       |
| Individual femenino - Segunda ronda                  | Elina Avanesyan [LL]                     | Léolia Jeanjean [WC]                     | 6-0, 7-5                                 |
| Fondo de color indica un partido de la rama femenina |                                          |                                          |                                          |

### Día 5 (1 de junio)
- Cabezas de serie eliminados:
  - Individual masculino:  Jannik Sinner [8],  Tommy Paul [16],  Álex de Miñaur [18]
  - Individual femenino:  Madison Keys [20],  Donna Vekić [22]
  - Dobles mixto:  Jessica Pegula /  Austin Krajicek [1]
- Orden de juego

| Partidos en los estadios principales                 | Partidos en los estadios principales     | Partidos en los estadios principales     | Partidos en los estadios principales     |
| Partidos en el Estadio Philippe Chatrier             | Partidos en el Estadio Philippe Chatrier | Partidos en el Estadio Philippe Chatrier | Partidos en el Estadio Philippe Chatrier |
| Evento                                               | Ganador                                  | Perdedor                                 | Resultado                                |
| ---------------------------------------------------- | ---------------------------------------- | ---------------------------------------- | ---------------------------------------- |
| Individual masculino - Segunda ronda                 | Casper Ruud [4]                          | Giulio Zeppieri [Q]                      | 6-3, 6-2, 4-6, 7-5                       |
| Individual femenino - Segunda ronda                  | Iga Świątek [1]                          | Claire Liu                               | 6-4, 6-0                                 |
| Individual femenino - Segunda ronda                  | Ons Jabeur [7]                           | Océane Dodin                             | 6-2, 6-3                                 |
| Individual masculino - Segunda ronda                 | Alexander Zverev [22]                    | Alex Molčan                              | 6-4, 6-2, 6-1                            |
| Partidos en el Estadio Suzanne Lenglen               |                                          |                                          |                                          |
| Evento                                               | Ganador                                  | Perdedor                                 | Resultado                                |
| Individual femenino - Segunda ronda                  | Elena Rybakina [4]                       | Linda Nosková                            | 6-3, 6-3                                 |
| Individual masculino - Segunda ronda                 | Daniel Altmaier                          | Jannik Sinner [8]                        | 6-7(0-7), 7-6(9-7), 1-6, 7-6(7-4), 7-5   |
| Individual femenino - Segunda ronda                  | Cori Gauff [6]                           | Julia Grabher                            | 6-2, 6-3                                 |
| Individual masculino - Segunda ronda                 | Taylor Fritz [9]                         | Arthur Rinderknech                       | 2-6, 6-4, 6-3, 6-4                       |
| Partidos en el Estadio Simonne Mathieu               |                                          |                                          |                                          |
| Evento                                               | Ganador                                  | Perdedor                                 | Resultado                                |
| Individual femenino - Segunda ronda                  | Kayla Day [Q]                            | Madison Keys [20]                        | 6-2, 4-6, 6-4                            |
| Individual femenino - Segunda ronda                  | Mirra Andreeva [Q]                       | Diane Parry [WC]                         | 6-1, 6-2                                 |
| Individual masculino - Segunda ronda                 | Frances Tiafoe [12]                      | Aslán Karatsev [Q]                       | 3-6, 6-3, 7-5, 6-2                       |
| Individual masculino - Segunda ronda                 | Francisco Cerúndolo [23]                 | Yannick Hanfmann [LL]                    | 6-3, 6-3, 6-4                            |
| Fondo de color indica un partido de la rama femenina |                                          |                                          |                                          |

### Día 6 (2 de junio)
- Cabezas de serie eliminados:
  - Individual masculino:  Andrey Rublev [7],  Hubert Hurkacz [13],  Cameron Norrie [14],  Denis Shapovalov [26],  Alejandro Davidovich [29]
  - Individual femenino:  Jessica Pegula [3],  Anastasia Potapova [24],  Irina-Camelia Begu [27]
  - Dobles masculino:  Hugo Nys /  Jan Zieliński [7]
  - Dobles mixto:  Desirae Krawczyk /  Joe Salisbury [2],  Ellen Perez /  Jan Zieliński [6]
- Orden de juego

| Partidos en los estadios principales                 | Partidos en los estadios principales     | Partidos en los estadios principales     | Partidos en los estadios principales     |
| Partidos en el Estadio Philippe Chatrier             | Partidos en el Estadio Philippe Chatrier | Partidos en el Estadio Philippe Chatrier | Partidos en el Estadio Philippe Chatrier |
| Evento                                               | Ganador                                  | Perdedor                                 | Resultado                                |
| ---------------------------------------------------- | ---------------------------------------- | ---------------------------------------- | ---------------------------------------- |
| Individual femenino - Tercera ronda                  | Elise Mertens [23]                       | Jessica Pegula [3]                       | 6-1, 6-3                                 |
| Individual femenino - Tercera ronda                  | Aryna Sabalenka [2]                      | Kamilla Rakhimova                        | 6-2, 6-2                                 |
| Individual masculino - Tercera ronda                 | Novak Djokovic [3]                       | Alejandro Davidovich [29]                | 7-6(7-4), 7-6(7-5), 6-2                  |
| Individual masculino - Tercera ronda                 | Carlos Alcaraz [1]                       | Denis Shapovalov [26]                    | 6-1, 6-4, 6-2                            |
| Partidos en el Estadio Suzanne Lenglen               |                                          |                                          |                                          |
| Evento                                               | Ganador                                  | Perdedor                                 | Resultado                                |
| Individual femenino - Tercera ronda                  | Daria Kasatkina [9]                      | Peyton Stearns                           | 6-0, 6-1                                 |
| Individual masculino - Tercera ronda                 | Lorenzo Sonego                           | Andrey Rublev [7]                        | 5-7, 0-6, 6-3, 7-6(7-5), 6-3             |
| Individual femenino - Tercera ronda                  | Sloane Stephens                          | Yulia Putintseva                         | 6-3, 3-6, 6-2                            |
| Individual masculino - Tercera ronda                 | Stefanos Tsitsipas [5]                   | Diego Schwartzman                        | 6-2, 6-2, 6-3                            |
| Partidos en el Estadio Simonne Mathieu               |                                          |                                          |                                          |
| Evento                                               | Ganador                                  | Perdedor                                 | Resultado                                |
| Individual masculino - Tercera ronda                 | Karen Khachanov [11]                     | Thanasi Kokkinakis [WC]                  | 6-4, 6-1, 3-6, 7-6(7-5)                  |
| Individual femenino - Tercera ronda                  | Elina Svitolina [PR]                     | Anna Blinkova                            | 2-6, 6-2, 7-5                            |
| Individual masculino - Tercera ronda                 | Lorenzo Musetti [17]                     | Cameron Norrie [14]                      | 6-1, 6-2, 6-4                            |
| Individual femenino - Tercera ronda                  | Karolína Muchová                         | Irina-Camelia Begu [27]                  | 6-3, 6-2                                 |
| Fondo de color indica un partido de la rama femenina |                                          |                                          |                                          |

### Día 7 (3 de junio)
- Cabezas de serie eliminados:
  - Individual masculino:  Taylor Fritz [9],  Frances Tiafoe [12],  Borna Ćorić [16]
  - Individual femenino:  Elena Rybakina [4],  Ekaterina Alexandrova [23]
  - Dobles masculino:  Rajeev Ram /  Joe Salisbury [2],  Santiago González /  Édouard Roger-Vasselin [9],  Jamie Murray /  Michael Venus [13]
  - Dobles femenino:  Lyudmyla Kichenok /  Jeļena Ostapenko [4],  Shuko Aoyama /  Ena Shibahara [7]
  - Dobles mixto:  Giuliana Olmos /  Neal Skupski [3],  Lyudmyla Kichenok /  Matthew Ebden [5],  Shuai Zhang /  Ivan Dodig [8]
- Orden de juego

| Partidos en los estadios principales                 | Partidos en los estadios principales     | Partidos en los estadios principales             | Partidos en los estadios principales     |
| Partidos en el Estadio Philippe Chatrier             | Partidos en el Estadio Philippe Chatrier | Partidos en el Estadio Philippe Chatrier         | Partidos en el Estadio Philippe Chatrier |
| Evento                                               | Ganador                                  | Perdedor                                         | Resultado                                |
| ---------------------------------------------------- | ---------------------------------------- | ------------------------------------------------ | ---------------------------------------- |
| Individual femenino - Tercera ronda                  | Sara Sorribes                            | Elena Rybakina [4]                               | walkover                                 |
| Individual masculino - Tercera ronda                 | Holger Rune [6]                          | Genaro Olivieri [Q]                              | 6-4, 6-1, 6-3                            |
| Individual femenino - Tercera ronda                  | Iga Świątek [1]                          | Xinyu Wang                                       | 6-0, 6-0                                 |
| Dobles masculino - Tercera ronda                     | Sander Gillé Joran Vliegen               | Santiago González [9] Édouard Roger-Vasselin [9] | 7-5, 6-7(3-7), 7-6(10-5)                 |
| Individual masculino - Tercera ronda                 | Alexander Zverev [22]                    | Frances Tiafoe [12]                              | 3-6, 7-6(7-3), 6-1, 7-6(7-5)             |
| Partidos en el Estadio Suzanne Lenglen               |                                          |                                                  |                                          |
| Evento                                               | Ganador                                  | Perdedor                                         | Resultado                                |
| Individual masculino - Tercera ronda                 | Casper Ruud [4]                          | Zhizhen Zhang                                    | 4-6, 6-4, 6-1, 6-4                       |
| Individual femenino - Tercera ronda                  | Cori Gauff [6]                           | Mirra Andreeva [Q]                               | 6-7(5-7), 6-1, 6-1                       |
| Individual masculino - Tercera ronda                 | Francisco Cerúndolo [23]                 | Taylor Fritz [9]                                 | 3-6, 6-3, 6-4, 7-5                       |
| Individual femenino - Tercera ronda                  | Ons Jabeur [7]                           | Olga Danilović [Q]                               | 4-6, 6-4, 6-2                            |
| Partidos en el Estadio Simonne Mathieu               |                                          |                                                  |                                          |
| Evento                                               | Ganador                                  | Perdedor                                         | Resultado                                |
| Individual masculino - Tercera ronda                 | Yoshihito Nishioka [27]                  | Thiago Seyboth Wild [Q]                          | 3-6, 7-6(10-8), 2-6, 6-4, 6-0            |
| Individual femenino - Tercera ronda                  | Beatriz Haddad Maia [14]                 | Ekaterina Alexandrova [23]                       | 5-7, 6-4, 7-5                            |
| Individual femenino - Tercera ronda                  | Lesia Tsurenko                           | Bianca Andreescu                                 | 6-1, 6-1                                 |
| Individual masculino - Tercera ronda                 | Grigor Dimitrov [28]                     | Daniel Altmaier                                  | 6-4, 6-3, 6-1                            |
| Fondo de color indica un partido de la rama femenina |                                          |                                                  |                                          |

### Día 8 (4 de junio)
- Cabezas de serie eliminados:
  - Individual masculino:  Lorenzo Musetti [17]
  - Individual femenino:  Daria Kasatkina [9],  Elise Mertens [28]
  - Dobles masculino:  Lloyd Glasspool /  Harri Heliövaara [5]
  - Dobles femenino:  Kristina Mladenovic /  Shuai Zhang [9],  Yifan Xu /  Zhaoxuan Yang [11],  Asia Muhammad /  Giuliana Olmos [12],  Marta Kostyuk /  Elena-Gabriela Ruse [13],  Miyu Kato /  Aldila Sutjiadi [16]
- Orden de juego

| Partidos en los estadios principales                 | Partidos en los estadios principales         | Partidos en los estadios principales        | Partidos en los estadios principales     |
| Partidos en el Estadio Philippe Chatrier             | Partidos en el Estadio Philippe Chatrier     | Partidos en el Estadio Philippe Chatrier    | Partidos en el Estadio Philippe Chatrier |
| Evento                                               | Ganador                                      | Perdedor                                    | Resultado                                |
| ---------------------------------------------------- | -------------------------------------------- | ------------------------------------------- | ---------------------------------------- |
| Individual femenino - Cuarta ronda                   | Anastasia Pavlyuchenkova                     | Elise Mertens [28]                          | 3-6, 7-6(7-3), 6-3                       |
| Individual masculino - Cuarta ronda                  | Novak Djokovic [3]                           | Juan Pablo Varillas                         | 6-3, 6-2, 6-2                            |
| Individual masculino - Cuarta ronda                  | Carlos Alcaraz [1]                           | Lorenzo Musetti [17]                        | 6-3, 6-2, 6-2                            |
| Individual femenino - Cuarta ronda                   | Aryna Sabalenka [2]                          | Sloane Stephens                             | 7-6(7-5), 6-4                            |
| Partidos en el Estadio Suzanne Lenglen               |                                              |                                             |                                          |
| Evento                                               | Ganador                                      | Perdedor                                    | Resultado                                |
| Individual masculino - Cuarta ronda                  | Karen Khachanov [11]                         | Lorenzo Sonego                              | 1-6, 6-4, 7-6(9-7), 6-1                  |
| Individual femenino - Cuarta ronda                   | Karolína Muchová                             | Elina Avanesian [LL]                        | 6-4, 6-3                                 |
| Individual femenino - Cuarta ronda                   | Elina Svitolina [PR]                         | Daria Kasatkina [9]                         | 6-4, 7-6(7-5)                            |
| Individual masculino - Cuarta ronda                  | Stefanos Tsitsipas [5]                       | Sebastian Ofner [Q]                         | 7-5, 6-3, 6-0                            |
| Partidos en el Estadio Simonne Mathieu               |                                              |                                             |                                          |
| Evento                                               | Ganador                                      | Perdedor                                    | Resultado                                |
| Dobles femenino - Segunda ronda                      | Su-Wei Hsieh [PR] Xinyu Wang [PR]            | Kristina Mladenovic [9] Shuai Zhang [9]     | 6-1, 6-4                                 |
| Dobles masculino - Tercera ronda                     | Marcel Granollers [10] Horacio Zeballos [10] | Marcelo Melo John Peers                     | 6-2, 6-3                                 |
| Dobles femenino - Tercera ronda                      | Cori Gauff [2] Jessica Pegula [2]            | Marta Kostyuk [13] Elena-Gabriela Ruse [13] | 6-7(4-7), 6-4, 6-2                       |
| Dobles masculino - Tercera ronda                     | Kevin Krawietz [11] Tim Puetz [11]           | Sadio Doumbia Fabien Reboul                 | 6-4, 7-6(7-4)                            |
| Fondo de color indica un partido de la rama femenina |                                              |                                             |                                          |

### Día 9 (5 de junio)
- Cabezas de serie eliminados:
  - Individual masculino:  Francisco Cerúndolo [23],  Yoshihito Nishioka [27],  Grigor Dimitrov [28]
  - Dobles masculino:  Marcelo Arévalo /  Jean-Julien Rojer [3],  Máximo González /  Andrés Molteni [14]
  - Dobles femenino:  Storm Hunter /  Elise Mertens [3],  Desirae Krawczyk /  Demi Schuurs [5],  Gabriela Dabrowski /  Luisa Stefani [8]
- Orden de juego

| Partidos en los estadios principales                 | Partidos en los estadios principales     | Partidos en los estadios principales      | Partidos en los estadios principales     |
| Partidos en el Estadio Philippe Chatrier             | Partidos en el Estadio Philippe Chatrier | Partidos en el Estadio Philippe Chatrier  | Partidos en el Estadio Philippe Chatrier |
| Evento                                               | Ganador                                  | Perdedor                                  | Resultado                                |
| ---------------------------------------------------- | ---------------------------------------- | ----------------------------------------- | ---------------------------------------- |
| Individual femenino - Cuarta ronda                   | Ons Jabeur [7]                           | Bernarda Pera                             | 6-3, 6-1                                 |
| Individual masculino - Cuarta ronda                  | Casper Ruud [4]                          | Nicolás Jarry                             | 7-6(7-3), 7-5, 7-5                       |
| Individual femenino - Cuarta ronda                   | Cori Gauff [6]                           | Anna Schmiedlova                          | 7-5, 6-2                                 |
| Individual masculino - Cuarta ronda                  | Alexander Zverev [22]                    | Grigor Dimitrov [28]                      | 6-1, 6-4, 6-3                            |
| Partidos en el Estadio Suzanne Lenglen               |                                          |                                           |                                          |
| Evento                                               | Ganador                                  | Perdedor                                  | Resultado                                |
| Individual femenino - Cuarta ronda                   | Beatriz Haddad Maia [14]                 | Sara Sorribes                             | 6-7(3-7), 6-3, 7-5                       |
| Individual masculino - Cuarta ronda                  | Holger Rune [6]                          | Francisco Cerúndolo [23]                  | 7-6(7-3), 3-6, 6-4, 1-6, 7-6(10-7)       |
| Individual femenino - Cuarta ronda                   | Iga Świątek [1]                          | Lesia Tsurenko                            | 5-1, ret.                                |
| Individual masculino - Cuarta ronda                  | Tomás Martín Etcheverry                  | Yoshihito Nishioka [27]                   | 7-6(10-8), 6-0, 6-1                      |
| Partidos en el Estadio Simonne Mathieu               |                                          |                                           |                                          |
| Evento                                               | Ganador                                  | Perdedor                                  | Resultado                                |
| Dobles femenino - Tercera ronda                      | Hao-ching Chan [14] Latisha Chan [14]    | Alizé Cornet [WC] Diane Parry [WC]        | 7-5, 5-7, 6-1                            |
| Dobles femenino - Tercera ronda                      | Su-Wei Hsieh [PR] Xinyu Wang [PR]        | Desirae Krawczyk [5] Demi Schuurs [5]     | 7-6(8-6), 6-4                            |
| Dobles masculino - Cuartos de final                  | Sander Gillé Joran Vliegen               | Máximo González [14] Andrés Molteni [14]  | 6-4, 7-6(7-4)                            |
| Dobles masculino - Cuartos de final                  | Matwé Middelkoop [12] Andreas Mies [12]  | Marcelo Arévalo [3] Jean-Julien Rojer [3] | 7-6(8-6), 6-1                            |
| Fondo de color indica un partido de la rama femenina |                                          |                                           |                                          |

### Día 10 (6 de junio)
- Cabezas de serie eliminados:
  - Individual masculino:  Stefanos Tsitsipas [5],  Karen Khachanov [11]
  - Dobles masculino:  Wesley Koolhof /  Neal Skupski [1],  Kevin Krawietz /  Tim Puetz [11]
  - Dobles mixto:  Marta Kostyuk /  Marcelo Arévalo [7]
- Orden de juego

| Partidos en los estadios principales                 | Partidos en los estadios principales         | Partidos en los estadios principales     | Partidos en los estadios principales     |
| Partidos en el Estadio Philippe Chatrier             | Partidos en el Estadio Philippe Chatrier     | Partidos en el Estadio Philippe Chatrier | Partidos en el Estadio Philippe Chatrier |
| Evento                                               | Ganador                                      | Perdedor                                 | Resultado                                |
| ---------------------------------------------------- | -------------------------------------------- | ---------------------------------------- | ---------------------------------------- |
| Individual femenino - Cuartos de final               | Karolína Muchová                             | Anastasia Pavlyuchenkova                 | 7-5, 6-2                                 |
| Individual femenino - Cuartos de final               | Aryna Sabalenka [2]                          | Elina Svitolina [PR]                     | 6-4, 6-4                                 |
| Individual masculino - Cuartos de final              | Novak Djokovic [3]                           | Karen Khachanov [11]                     | 4-6, 7-6(7-0), 6-2, 6-4                  |
| Individual masculino - Cuartos de final              | Carlos Alcaraz [1]                           | Stefanos Tsitsipas [5]                   | 6-2, 6-1, 7-6(7-5)                       |
| Partidos en el Estadio Suzanne Lenglen               |                                              |                                          |                                          |
| Evento                                               | Ganador                                      | Perdedor                                 | Resultado                                |
| Dobles femenino - Cuartos de final                   | Nicole Melichar [6] Ellen Perez [6]          | Marie Bouzková Sara Sorribes             | 7-5, 6-3                                 |
| Dobles masculino - Cuartos de final                  | Ivan Dodig [4] Austin Krajicek [4]           | Kevin Krawietz [11] Andreas Mies [11]    | 7-6(8-6), 5-7, 6-4                       |
| Dobles mixto - Cuartos de final                      | Bianca Andreescu [Alt] Michael Venus [Alt]   | Marta Kostyuk [7] Marcelo Arévalo [7]    | 7-5, 3-6, [10-6]                         |
| Leyendas - Dobles femenino                           | Nathalie Tauziat Caroline Wozniacki          | Gisela Dulko Gabriela Sabatini           | 6-4, 6-3                                 |
| Partidos en el Estadio Simonne Mathieu               |                                              |                                          |                                          |
| Evento                                               | Ganador                                      | Perdedor                                 | Resultado                                |
| Dobles masculino - Cuartos de final                  | Marcel Granollers [10] Horacio Zeballos [10] | Wesley Koolhof [1] Neal Skupski [1]      | 6-3, 7-6(7-4)                            |
| Dobles femenino - Cuartos de final                   | Cori Gauff [2] Jessica Pegula [2]            | Anna Bondár Greet Minnen                 | 6-2, 7-6(7-2)                            |
| Dobles mixto - Cuartos de final                      | Aldila Sutjiadi Matwé Middelkoop             | Hao-Ching Chan Fabrice Martin            | 7-5, 6-2                                 |
| Fondo de color indica un partido de la rama femenina |                                              |                                          |                                          |

### Día 11 (7 de junio)
- Cabezas de serie eliminados:
  - Individual masculino:  Holger Rune [6]
  - Individual femenino:  Cori Gauff [6],  Ons Jabeur [7]
  - Dobles femenino:  Hao-ching Chan /  Latisha Chan [14],  Veronika Kudermetova /  Liudmila Samsonova [15]
- Orden de juego

| Partidos en los estadios principales                 | Partidos en los estadios principales       | Partidos en los estadios principales              | Partidos en los estadios principales     |
| Partidos en el Estadio Philippe Chatrier             | Partidos en el Estadio Philippe Chatrier   | Partidos en el Estadio Philippe Chatrier          | Partidos en el Estadio Philippe Chatrier |
| Evento                                               | Ganador                                    | Perdedor                                          | Resultado                                |
| ---------------------------------------------------- | ------------------------------------------ | ------------------------------------------------- | ---------------------------------------- |
| Individual femenino - Cuartos de final               | Beatriz Haddad Maia [14]                   | Ons Jabeur [7]                                    | 3-6, 7-6(7-5), 6-1                       |
| Individual femenino - Cuartos de final               | Iga Świątek [1]                            | Cori Gauff [6]                                    | 6-4, 6-2                                 |
| Individual masculino - Cuartos de final              | Alexander Zverev [22]                      | Tomás Martín Etcheverry                           | 6-4, 3-6, 6-3, 6-4                       |
| Individual masculino - Cuartos de final              | Casper Ruud [4]                            | Holger Rune [6]                                   | 6-1, 6-2, 3-6, 6-3                       |
| Partidos en el Estadio Suzanne Lenglen               |                                            |                                                   |                                          |
| Evento                                               | Ganador                                    | Perdedor                                          | Resultado                                |
| Leyendas - Dobles masculino                          | Mansour Bahrami Fabrice Santoro            | Guy Forget Henri Leconte                          | 6-2, 7-6(8-6)                            |
| Leyendas - Dobles femenino                           | Nathalie Dechy Daniela Hantuchová          | Tatiana Golovin Nathalie Tauziat                  | 7-5, 6-1                                 |
| Leyendas - Dobles mixto                              | Kim Clijsters Arnaud Clément               | Agnieszka Radwańska Sergi Bruguera                | 7-6(7-5), 6-4                            |
| Partidos en el Estadio Simonne Mathieu               |                                            |                                                   |                                          |
| Evento                                               | Ganador                                    | Perdedor                                          | Resultado                                |
| Dobles mixto - Semifinales                           | Miyu Kato Tim Puetz                        | Aldila Sutjiadi Matwé Middelkoop                  | 7-5, 6-0                                 |
| Dobles mixto - Semifinales                           | Bianca Andreescu [Alt] Michael Venus [Alt] | Gabriela Dabrowski Nathaniel Lammons              | 7-6(7-5), 7-6(7-4)                       |
| Dobles femenino - Cuartos de final                   | Su-Wei Hsieh [PR] Xinyu Wang [PR]          | Veronika Kudermetova [15] Liudmila Samsonova [15] | 6-3, 6-2                                 |
| Dobles femenino - Cuartos de final                   | Leylah Fernandez [10] Taylor Townsend [10] | Hao-ching Chan [14] Latisha Chan [14]             | 6-3, 6-3                                 |
| Fondo de color indica un partido de la rama femenina |                                            |                                                   |                                          |

### Día 12 (8 de junio)
- Cabezas de serie eliminados:
  - Individual femenino:  Aryna Sabalenka [2],  Beatriz Haddad Maia [14]
  - Dobles masculino:  Marcel Granollers /  Horacio Zeballos [10],  Matwé Middelkoop /  Andreas Mies [12]
- Orden de juego

| Partidos en los estadios principales                 | Partidos en los estadios principales     | Partidos en los estadios principales         | Partidos en los estadios principales     |
| Partidos en el Estadio Philippe Chatrier             | Partidos en el Estadio Philippe Chatrier | Partidos en el Estadio Philippe Chatrier     | Partidos en el Estadio Philippe Chatrier |
| Evento                                               | Ganador                                  | Perdedor                                     | Resultado                                |
| ---------------------------------------------------- | ---------------------------------------- | -------------------------------------------- | ---------------------------------------- |
| Dobles mixto - Final                                 | Miyu Kato Tim Puetz                      | Bianca Andreescu [Alt] Michael Venus [Alt]   | 4-6, 6-4, [10-6]                         |
| Individual femenino - Semifinales                    | Karolína Muchová                         | Aryna Sabalenka [2]                          | 7-6(7-5), 6-7(5-7), 7-5                  |
| Individual femenino - Semifinales                    | Iga Świątek [1]                          | Beatriz Haddad Maia [14]                     | 6-2, 7-6(9-7)                            |
| Partidos en el Estadio Suzanne Lenglen               |                                          |                                              |                                          |
| Evento                                               | Ganador                                  | Perdedor                                     | Resultado                                |
| Leyendas - Dobles femenino                           | Kim Clijsters Caroline Wozniacki         | Flavia Pennetta Francesca Schiavone          | 6-4, 6-2                                 |
| Leyendas - Dobles mixto                              | Gabriela Sabatini Mats Wilander          | Gisela Dulko Andréi Medvédev                 | 6-7(7-9), 6-2, [10-8]                    |
| Leyendas - Dobles masculino                          | Sébastien Grosjean Cédric Pioline        | Michael Chang John McEnroe                   | 4-6, 6-4, [11-9]                         |
| Partidos en el Estadio Simonne Mathieu               |                                          |                                              |                                          |
| Evento                                               | Ganador                                  | Perdedor                                     | Resultado                                |
| Dobles masculino - Semifinales                       | Ivan Dodig [4] Austin Krajicek [4]       | Marcel Granollers [10] Horacio Zeballos [10] | 6-3, 7-6(7-3)                            |
| Dobles masculino - Semifinales                       | Sander Gillé Joran Vliegen               | Matwé Middelkoop [12] Andreas Mies [12]      | 6-4, 7-5                                 |
| Fondo de color indica un partido de la rama femenina |                                          |                                              |                                          |

### Día 13 (9 de junio)
- Cabezas de serie eliminados:
  - Individual masculino:  Carlos Alcaraz [1],  Alexander Zverev [22]
  - Dobles femenino:  Cori Gauff /  Jessica Pegula [2],  Nicole Melichar /  Ellen Perez [6]
- Orden de juego

| Partidos en los estadios principales                 | Partidos en los estadios principales       | Partidos en los estadios principales         | Partidos en los estadios principales     |
| Partidos en el Estadio Philippe Chatrier             | Partidos en el Estadio Philippe Chatrier   | Partidos en el Estadio Philippe Chatrier     | Partidos en el Estadio Philippe Chatrier |
| Evento                                               | Ganador                                    | Perdedor                                     | Resultado                                |
| ---------------------------------------------------- | ------------------------------------------ | -------------------------------------------- | ---------------------------------------- |
| Tenis adaptado - Semifinales                         | Yui Kamiji [1] Kgothatso Montjane [1]      | Pauline Déroulède [WC] Emmanuelle Mörch [WC] | 6-1, 6-2                                 |
| Individual masculino - Semifinales                   | Novak Djokovic [3]                         | Carlos Alcaraz [1]                           | 6-3, 5-7, 6-1, 6-1                       |
| Individual masculino - Semifinales                   | Casper Ruud [4]                            | Alexander Zverev [22]                        | 6-3, 6-4, 6-0                            |
| Partidos en el Estadio Suzanne Lenglen               |                                            |                                              |                                          |
| Evento                                               | Ganador                                    | Perdedor                                     | Resultado                                |
| Leyendas - Dobles femenino                           | Lindsay Davenport Daniela Hantuchová       | Nathalie Dechy Tatiana Golovin               | 1-6, 6-3, [11-9]                         |
| Leyendas - Dobles masculino                          | Sergi Bruguera Mats Wilander               | Mansour Bahrami Arnaud Clément               | 6-3, 3-6, [10-7]                         |
| Leyendas - Dobles mixto                              | Flavia Pennetta Michael Chang              | Francesca Schiavone Henri Leconte            | 6-2, 6-7(7-9), [10-4]                    |
| Partidos en el Estadio Simonne Mathieu               |                                            |                                              |                                          |
| Evento                                               | Ganador                                    | Perdedor                                     | Resultado                                |
| Dobles femenino - Semifinales                        | Leylah Fernandez [10] Taylor Townsend [10] | Cori Gauff [2] Jessica Pegula [2]            | 6-0, 6-4                                 |
| Dobles femenino - Semifinales                        | Su-Wei Hsieh [PR] Xinyu Wang [PR]          | Nicole Melichar [6] Ellen Perez [6]          | 6-2, 3-6, 6-3                            |
| Fondo de color indica un partido de la rama femenina |                                            |                                              |                                          |

### Día 14 (10 de junio)
- Orden de juego

| Partidos en los estadios principales                 | Partidos en los estadios principales     | Partidos en los estadios principales     | Partidos en los estadios principales     |
| Partidos en el Estadio Philippe Chatrier             | Partidos en el Estadio Philippe Chatrier | Partidos en el Estadio Philippe Chatrier | Partidos en el Estadio Philippe Chatrier |
| Evento                                               | Ganador                                  | Perdedor                                 | Resultado                                |
| ---------------------------------------------------- | ---------------------------------------- | ---------------------------------------- | ---------------------------------------- |
| Tenis adaptado - Final                               | Tokito Oda [2]                           | Alfie Hewett [1]                         | 6-1, 6-4                                 |
| Individual femenino - Final                          | Iga Świątek [1]                          | Karolína Muchová                         | 6-2, 5-7, 6-4                            |
| Dobles masculino - Final                             | Ivan Dodig [4] Austin Krajicek [4]       | Sander Gillé Joran Vliegen               | 6-3, 6-1                                 |
| Fondo de color indica un partido de la rama femenina |                                          |                                          |                                          |

### Día 15 (11 de junio)
- Cabezas de serie eliminados:
  - Individual masculino:  Casper Ruud [4]
  - Dobles femenino:  Leylah Fernandez /  Taylor Townsend [10]
- Orden de juego

| Partidos en los estadios principales                 | Partidos en los estadios principales     | Partidos en los estadios principales       | Partidos en los estadios principales     |
| Partidos en el Estadio Philippe Chatrier             | Partidos en el Estadio Philippe Chatrier | Partidos en el Estadio Philippe Chatrier   | Partidos en el Estadio Philippe Chatrier |
| Evento                                               | Ganador                                  | Perdedor                                   | Resultado                                |
| ---------------------------------------------------- | ---------------------------------------- | ------------------------------------------ | ---------------------------------------- |
| Dobles femenino - Final                              | Su-Wei Hsieh [PR] Xinyu Wang [PR]        | Leylah Fernandez [10] Taylor Townsend [10] | 1-6, 7-6(7-5), 6-1                       |
| Individual masculino - Final                         | Novak Djokovic [3]                       | Casper Ruud [4]                            | 7-6(7-1), 6-3, 7-5                       |
| Fondo de color indica un partido de la rama femenina |                                          |                                            |                                          |

## Cabezas de serie
En el caso de los hombres, debido a que el torneo se lleva a cabo una semana más tarde este año, están defendiendo puntos del Torneo de Roland Garros 2022, así como de torneos que tuvieron lugar durante la semana del 6 de junio de 2022 ('s-Hertogenbosch, Stuttgart y torneos ATP Challenger Tour de 2022). 
Las mujeres defendieron los puntos conseguidos en los torneos que tuvieron lugar durante la semana del 6 de junio de 2022 ('s-Hertogenbosch, Nottingham y Valencia). 

### Individual masculino
| N° | Clasif | Jugador                 | Puntos | Puntos por defender | Puntos ganados | Nuevos puntos | Ronda hasta la que avanzó en el torneo              |
| -- | ------ | ----------------------- | ------ | ------------------- | -------------- | ------------- | --------------------------------------------------- |
| 1  | 1      | Carlos Alcaraz          | 6815   | 360                 | 720            | 7175          | Semifinales, perdió ante Novak Djokovic [3]         |
| 2  | 2      | Daniil Medvédev         | 6330   | (240)               | 10             | 6100          | Primera ronda, perdió ante Thiago Seyboth Wild [Q]  |
| 3  | 3      | Novak Djokovic          | 5955   | 360                 | 2000           | 7595          | Campeón, venció a Casper Ruud [4]                   |
| 4  | 4      | Casper Ruud             | 4960   | 1200                | 1200           | 4960          | Final, perdió ante Novak Djokovic [3]               |
| 5  | 5      | Stefanos Tsitsipas      | 4775   | (215)               | 360            | 4920          | Cuartos de final, perdió ante Carlos Alcaraz [1]    |
| 6  | 6      | Holger Rune             | 4375   | 360                 | 360            | 4375          | Cuartos de final, perdió ante Casper Ruud [4]       |
| 7  | 7      | Andrey Rublev           | 4270   | 360                 | 90             | 4000          | Tercera ronda, perdió ante Lorenzo Sonego           |
| 8  | 9      | Jannik Sinner           | 3435   | 180                 | 45             | 3300          | Segunda ronda, perdió ante Daniel Altmaier          |
| 9  | 8      | Taylor Fritz            | 3470   | 45                  | 90             | 3515          | Tercera ronda, perdió ante Francisco Cerúndolo [23] |
| 10 | 10     | Félix Auger-Aliassime   | 3065   | (260)               | 10             | 2850          | Primera ronda, perdió ante Fabio Fognini            |
| 11 | 11     | Karen Khachanov         | 2945   | 180                 | 360            | 3125          | Cuartos de final, perdió ante Novak Djokovic [3]    |
| 12 | 12     | Frances Tiafoe          | 2790   | 45                  | 90             | 2835          | Tercera ronda, perdió ante Alexander Zverev [22]    |
| 13 | 14     | Hubert Hurkacz          | 2525   | 180                 | 90             | 2435          | Tercera ronda, perdió ante Juan Pablo Varillas      |
| 14 | 13     | Cameron Norrie          | 2565   | 90                  | 90             | 2565          | Tercera ronda, perdió ante Lorenzo Musetti [17]     |
| 15 | 16     | Borna Ćorić             | 2410   | (70)                | 90             | 2430          | Tercera ronda, perdió ante Tomás Martín Etcheverry  |
| 16 | 17     | Tommy Paul              | 2170   | 10                  | 45             | 2205          | Segunda ronda, perdió ante Nicolás Jarry            |
| 17 | 18     | Lorenzo Musetti         | 2040   | (115)               | 180            | 2105          | Cuarta ronda, perdió ante Carlos Alcaraz [1]        |
| 18 | 19     | Álex de Miñaur          | 1870   | 10                  | 45             | 1905          | Segunda ronda, perdió ante Tomás Martín Etcheverry  |
| 19 | 24     | Roberto Bautista        | 1485   | 0                   | 45             | 1530          | Segunda ronda, perdió ante Juan Pablo Varillas      |
| 20 | 25     | Daniel Evans            | 1480   | (160)               | 10             | 1330          | Primera ronda, perdió ante Thanasi Kokkinakis [WC]  |
| 21 | 28     | Jan-Lennard Struff      | 1447   | (10)                | 10             | 1447          | Primera ronda, perdió ante Jiří Lehečka             |
| 22 | 27     | Alexander Zverev        | 1450   | 720                 | 720            | 1450          | Semifinales, perdió ante Casper Ruud [4]            |
| 23 | 23     | Francisco Cerúndolo     | 1485   | 10                  | 180            | 1655          | Cuarta ronda, perdió ante Holger Rune [6]           |
| 24 | 30     | Sebastian Korda         | 1265   | 90                  | 45             | 1220          | Segunda ronda, perdió ante Sebastian Ofner [Q]      |
| 25 | 31     | Botic van de Zandschulp | 1215   | 90                  | 10             | 1135          | Primera ronda, perdió ante Thiago Tirante [Q]       |
| 26 | 32     | Denis Shapovalov        | 1210   | 10                  | 90             | 1290          | Tercera ronda, perdió ante Carlos Alcaraz [1]       |
| 27 | 33     | Yoshihito Nishioka      | 1181   | 10                  | 180            | 1351          | Cuarta ronda, perdió ante Tomás Martín Etcheverry   |
| 28 | 29     | Grigor Dimitrov         | 1275   | 90                  | 180            | 1365          | Cuarta ronda, perdió ante Alexander Zverev [22]     |
| 29 | 34     | Alejandro Davidovich    | 1115   | 10                  | 90             | 1195          | Tercera ronda, perdió ante Novak Djokovic [3]       |
| 30 | 36     | Ben Shelton             | 1095   | (36)                | 10             | 1069          | Primera ronda, perdió ante Lorenzo Sonego           |
| 31 | 37     | Miomir Kecmanović       | 1065   | 90                  | 10             | 985           | Primera ronda, perdió ante Andrea Vavassori [Q]     |
| 32 | 38     | Bernabé Zapata          | 1051   | 205                 | 10             | 856           | Primera ronda, perdió ante Diego Schwartzman        |

#### Bajas masculinas notables
| Clasif | Jugador           | Puntos | Puntos por defender | Puntos ganados | Nuevos puntos | Motivo                |
| ------ | ----------------- | ------ | ------------------- | -------------- | ------------- | --------------------- |
| 15     | Rafael Nadal      | 2445   | 2000                | 0              | 445           | Lesión en el psoas.   |
| 20     | Matteo Berrettini | 1832   | (250)               | 0              | 1582          | Lesión en el abdomen. |
| 21     | Pablo Carreño     | 1740   | 10                  | 0              | 1730          | Lesión en el codo.    |
| 22     | Marin Čilić       | 1510   | 720                 | 0              | 790           | Lesión en la rodilla. |
| 25     | Nick Kyrgios      | 1465   | 90                  | 0              | 1375          | Lesión en la rodilla. |

### Individual femenino
| N° | Clasif | Jugadora               | Puntos | Puntos por defender | Puntos ganados | Nuevos puntos | Ronda hasta la que avanzó en el torneo                   |
| -- | ------ | ---------------------- | ------ | ------------------- | -------------- | ------------- | -------------------------------------------------------- |
| 1  | 1      | Iga Świątek            | 8940   | 2000                | 2000           | 8940          | Campeona, venció a Karolina Muchová                      |
| 2  | 2      | Aryna Sabalenka        | 7541   | 130+180             | 780+1          | 8012          | Semifinales, perdió ante Karolína Muchová                |
| 3  | 3      | Jessica Pegula         | 5205   | 430                 | 130            | 4905          | Tercera ronda, perdió ante Elise Mertens [28]            |
| 4  | 4      | Elena Rybákina         | 5090   | 130                 | 130            | 5090          | Tercera ronda, no se presentó ante Sara Sorribes [PR]    |
| 5  | 5      | Caroline Garcia        | 5025   | 70                  | 70             | 5025          | Segunda ronda, perdió ante Anna Blinkova                 |
| 6  | 6      | Cori Gauff             | 4305   | 1300                | 430            | 3435          | Cuartos de final, perdió ante Iga Świątek [1]            |
| 7  | 7      | Ons Jabeur             | 3541   | 10                  | 430            | 3961          | Cuartos de final, perdió ante Beatriz Haddad Maia [14]   |
| 8  | 8      | María Sákkari          | 3391   | 70+60               | 10+1           | 3272          | Primera ronda, perdió ante Karolína Muchová              |
| 9  | 9      | Daria Kasátkina        | 3275   | 780                 | 240            | 2735          | Cuarta ronda, perdió ante Elina Svitolina [PR]           |
| 10 | 10     | Petra Kvitová          | 3162   | 70                  | 10             | 3102          | Primera ronda, perdió ante Elisabetta Cocciaretto        |
| 11 | 11     | Veronika Kudermétova   | 2950   | 430+110             | 10+100         | 2520          | Primera ronda, perdió ante Anna Schmiedlová              |
| 12 | 12     | Belinda Bencic         | 2750   | 130                 | 10             | 2630          | Primera ronda, perdió ante Elina Avanesyan [LL]          |
| 13 | 13     | Barbora Krejčíková     | 2680   | 10                  | 10             | 2680          | Primera ronda, perdió ante Lesia Tsurenko                |
| 14 | 14     | Beatriz Haddad Maia    | 2420   | 70+280              | 780+60         | 2910          | Semifinales, perdió ante Iga Świątek [1]                 |
| 15 | 15     | Liudmila Samsónova     | 2236   | 10                  | 70             | 2296          | Segunda ronda, perdió ante Anastasia Pavlyuchenkova [PR] |
| 16 | 16     | Karolína Plíšková      | 2160   | 70                  | 10             | 2100          | Primera ronda, perdió ante Sloane Stephens               |
| 17 | 17     | Jeļena Ostapenko       | 2130   | 70                  | 70             | 2130          | Segunda ronda, perdió ante Peyton Stearns                |
| 18 | 18     | Victoria Azárenka      | 2087   | 130                 | 10             | 1967          | Primera ronda, perdió ante Bianca Andreescu              |
| 19 | 19     | Qinwen Zheng           | 1998   | 240+160             | 70+1           | 1669          | Segunda ronda, perdió ante Yulia Putintseva              |
| 20 | 20     | Madison Keys           | 1861   | 240                 | 70             | 1691          | Segunda ronda, perdió ante Kayla Day [Q]                 |
| 21 | 21     | Magda Linette          | 1825   | 70                  | 10             | 1765          | Primera ronda, perdió ante Leylah Fernandez              |
| 22 | 22     | Donna Vekić            | 1813   | 110                 | 70             | 1773          | Segunda ronda, perdió ante Bernarda Pera                 |
| 23 | 23     | Ekaterina Aleksándrova | 1725   | 70+280              | 130+30         | 1535          | Tercera ronda, perdió ante Beatriz Haddad Maia [14]      |
| 24 | 25     | Anastasia Potapova     | 1665   | 0+30                | 130            | 1765          | Tercera ronda, perdió ante Anastasia Pavlyuchenkova [PR] |
| 25 | 26     | Anhelina Kalínina      | 1657   | 70                  | 10             | 1597          | Primera ronda, perdió ante Diane Parry [WC]              |
| 26 | 24     | Martina Trevisan       | 1667   | 780                 | 10             | 897           | Primera ronda, perdió ante Elina Svitolina [PR]          |
| 27 | 27     | Irina-Camelia Begu     | 1452   | 240                 | 130            | 1342          | Tercera ronda, perdió ante Karolina Muchová              |
| 28 | 28     | Elise Mertens          | 1439   | 240+30              | 240+15         | 1424          | Cuarta ronda perdió ante Anastasia Pavlyuchenkova [PR]   |
| 29 | 31     | Shuai Zhang            | 1355   | 10+60               | 10+29          | 1324          | Primera ronda, perdió ante Magdalena Fręch               |
| 30 | 32     | Sorana Cîrstea         | 1327   | 70                  | 10             | 1267          | Primera ronda, perdió ante Jasmine Paolini               |
| 31 | 33     | Marie Bouzková         | 1318   | 70                  | 10             | 1258          | Primera ronda, perdió ante Xinyu Wang                    |
| 32 | 34     | Shelby Rogers          | 1303   | 130+110             | 10+1           | 1074          | Primera ronda, perdió ante Petra Martić                  |

- Ranking del 15 de mayo de 2023.[11]

#### Bajas femeninas notables
| Clasif | Jugadora     | Puntos | Puntos por defender | Puntos ganados | Nuevos puntos | Motivo                   |
| ------ | ------------ | ------ | ------------------- | -------------- | ------------- | ------------------------ |
| 29     | Paula Badosa | 1363   | 130                 | 0+1            | 1234          | Estrés en la vértebra L4 |

## Cabezas de serie dobles
| Jugadores         | Jugadores              | Clasif | N.º |
| ----------------- | ---------------------- | ------ | --- |
| Wesley Koolhof    | Neal Skupski           | 2      | 1   |
| Rajeev Ram        | Joe Salisbury          | 7      | 2   |
| Marcelo Arévalo   | Jean-Julien Rojer      | 12     | 3   |
| Ivan Dodig        | Austin Krajicek        | 13     | 4   |
| Lloyd Glasspool   | Harri Heliövaara       | 20     | 5   |
| Rohan Bopanna     | Matthew Ebden          | 26     | 6   |
| Hugo Nys          | Jan Zieliński          | 26     | 7   |
| Nikola Mektic     | Mate Pavić             | 28     | 8   |
| Santiago González | Édouard Roger-Vasselin | 34     | 9   |
| Marcel Granollers | Horacio Zeballos       | 42     | 10  |
| Kevin Krawietz    | Tim Puetz              | 49     | 11  |
| Matwé Middelkoop  | Andreas Mies           | 52     | 12  |
| Jamie Murray      | Michael Venus          | 55     | 13  |
| Máximo González   | Andrés Molteni         | 55     | 14  |
| Rinky Hijikata    | Jason Kubler           | 60     | 15  |
| Nathaniel Lammons | Jackson Withrow        | 63     | 16  |

| Jugadoras            | Jugadoras           | Clasif | N.º |
| -------------------- | ------------------- | ------ | --- |
| Barbora Krejčiková   | Kateřina Siniaková  | 5      | 1   |
| Cori Gauff           | Jessica Pegula      | 5      | 2   |
| Storm Hunter         | Elise Mertens       | 11     | 3   |
| Lyudmyla Kichenok    | Jeļena Ostapenko    | 18     | 4   |
| Desirae Krawczyk     | Demi Schuurs        | 27     | 5   |
| Nicole Melichar      | Ellen Perez         | 29     | 6   |
| Shuko Aoyama         | Ena Shibahara       | 40     | 7   |
| Gabriela Dabrowski   | Luisa Stefani       | 41     | 8   |
| Kristina Mladenovic  | Shuai Zhang         | 42     | 9   |
| Leylah Fernandez     | Taylor Townsend     | 43     | 10  |
| Yifan Xu             | Zhaoxuan Yang       | 46     | 11  |
| Asia Muhammad        | Giuliana Olmos      | 52     | 12  |
| Marta Kostyuk        | Elena-Gabriela Ruse | 61     | 13  |
| Hao-ching Chan       | Latisha Chan        | 62     | 14  |
| Veronika Kudermetova | Liudmila Samsonova  | 63     | 15  |
| Miyu Kato            | Aldila Sutjiadi     | 63     | 16  |

### Dobles mixto
| Jugadores         | Jugadores         | N.º |
| ----------------- | ----------------- | --- |
| Jessica Pegula    | Austin Krajicek   | 1   |
| Desirae Krawczyk  | Joe Salisbury     | 2   |
| Giuliana Olmos    | Neal Skupski      | 3   |
| Demi Schuurs      | Jean-Julien Rojer | 4   |
| Lyudmyla Kichenok | Matthew Ebden     | 5   |
| Ellen Perez       | Jan Zieliński     | 6   |
| Marta Kostyuk     | Marcelo Arévalo   | 7   |
| Shuai Zhang       | Ivan Dodig        | 8   |

## Invitados
| - Arthur Cazaux - Arthur Fils - Hugo Gaston - Hugo Grenier - Thanasi Kokkinakis - Patrick Kypson - Giovanni Mpetshi Perricard - Benoît Paire | - Clara Burel - Kimberly Birrell - Séléna Janicijevic - Léolia Jeanjean - Kristina Mladenovic - Emma Navarro - Diane Parry - Jessika Ponchet |

| - Dan Added / Albano Olivetti - Théo Arribagé / Luca Sanchez - Enzo Couacaud / Arthur Rinderknech - Jonathan Eysseric / Harold Mayot - Arthur Fils / Giovanni Mpetshi Perricard - Richard Gasquet / Lucas Pouille - Sascha Gueymard Wayenburg / Luca Van Assche | - Tessah Andrianjafitrimo / Fiona Ferro - Clara Burel / Chloé Paquet - Estelle Cascino / Carole Monnet - Alizé Cornet / Diane Parry - Elsa Jacquemot / Léolia Jeanjean - Elixane Lechemia / Jessika Ponchet - Alice Robbe / Alice Tubello |

### Dobles mixto
- Clara Burel /  Hugo Gaston
- Estelle Cascino /  Dan Added
- Alizé Cornet /  Édouard Roger-Vasselin
- Léolia Jeanjean /  Jonathan Eysseric
- Elixane Lechemia /  Albano Olivetti
- Chloé Paquet /  Lucas Pouille
- Diane Parry /  Harold Mayot

## Clasificación
La competición clasificatoria se realizó en el Stade Roland Garros del 22 al 26 de mayo de 2023.
| 1. Aslán Karatsev 2. Elias Ymer 3. Andrea Vavassori 4. Hamad Medjedovic 5. Emilio Nava 6. Genaro Olivieri 7. Flavio Cobolli 8. Radu Albot 9. Thiago Tirante 10. Juncheng Shang 11. Timofey Skatov 12. Giulio Zeppieri 13. Thiago Seyboth Wild 14. Sebastian Ofner 15. Pedro Martínez 16. Lucas Pouille | 1. Mirra Andreeva 2. Taylor Townsend 3. Arantxa Rus 4. Tamara Zidanšek 5. Fiona Ferro 6. Sára Bejlek 7. Brenda Fruhvirtová 8. Storm Hunter 9. Clara Tauson 10. Elizabeth Mandlik 11. Ylena In-Albon 12. Iryna Shymanovich 13. Olga Danilović 14. Simona Waltert 15. Kayla Day 16. Dayana Yastremska |

## Campeones defensores
| Evento                      | Campeones de 2022                   | Campeones de 2023                     |
| --------------------------- | ----------------------------------- | ------------------------------------- |
| Individual masculino        | Rafael Nadal                        | Novak Djokovic                        |
| Individual femenino         | Iga Świątek                         | Iga Świątek                           |
| Dobles masculino            | Marcelo Arévalo Jean-Julien Rojer   | Ivan Dodig Austin Krajicek            |
| Dobles femenino             | Caroline Garcia Kristina Mladenovic | Su-Wei Hsieh Xinyu Wang               |
| Dobles mixto                | Ena Shibahara Wesley Koolhof        | Miyu Kato Tim Puetz                   |
| Individual júnior masculino | Gabriel Debru                       | Dino Prižmić                          |
| Individual júnior femenino  | Lucie Havlíčková                    | Alina Korneeva                        |
| Dobles júnior masculino     | Edas Butvilas Mili Poljičak         | Yaroslav Demin Rodrigo Pacheco Méndez |
| Dobles júnior femenino      | Sára Bejlek Lucie Havlíčková        | Tyra Caterina Grant Clervie Ngounoue  |

## Campeones

### Sénior

#### Individual masculino
Novak Djokovic venció a  Casper Ruud por 7-6(7-1), 6-3, 7-5

#### Individual femenino
Iga Świątek venció a  Karolína Muchová por 6-2, 5-7, 6-4.

#### Dobles masculino
Ivan Dodig /  Austin Krajicek vencieron a  Sander Gillé /  Joran Vliegen por 6-3, 6-1

#### Dobles femenino
Su-Wei Hsieh /  Xinyu Wang vencieron a  Leylah Fernandez /  Taylor Townsend por 1-6, 7-6(7-5), 6-1

#### Dobles mixto
Miyu Kato /  Tim Puetz vencieron a  Bianca Andreescu /  Michael Venus por 4-6, 6-4, [10-6]

### Júnior

#### Individual masculino
Dino Prižmić venció a  Juan Carlos Prado Angelo por 6-1, 6-4

#### Individual femenino
Alina Korneeva venció a  Lucciana Pérez Alarcón por 7-6(7-4), 6-3

#### Dobles masculino
Yaroslav Demin /  Rodrigo Pacheco Méndez vencieron a  Lorenzo Sciahbasi /  Gabriele Vulpitta por 6-2, 6-3

#### Dobles femenino
Tyra Caterina Grant /  Clervie Ngounoue vencieron a  Alina Korneeva /  Sara Saito por 6-3, 6-2

### Silla de ruedas

#### Individual masculino
Tokito Oda venció a  Alfie Hewett por 6-1, 6-4

#### Individual femenino
Diede de Groot venció a  Yui Kamiji por 6-2, 6-0

#### Dobles masculino
Alfie Hewett /  Gordon Reid vencieron a  Martín de la Puente /  Gustavo Fernández por 7-6(11-9), 7-5

#### Dobles femenino
Yui Kamiji /  Kgothatso Montjane vencieron a  Diede de Groot /  Florencia Moreno por 6-2, 6-3

#### Individual Quad
Niels Vink venció a  Sam Schröder por 3-6, 6-4, 6-4

#### Dobles Quad
Andy Lapthorne /  Donald Ramphadi vencieron a  Heath Davidson /  Robert Shaw por 1-6, 6-2, [10-3]